# Sean Keenan
Pour les articles homonymes, voir Keenan.
Sean Keenan, né le 18 janvier 1993 à Busselton, est un acteur australien. Il est surtout connu pour son rôle principal dans deux saisons de la série télévisée australienne pour enfants Lockie Leonard entre 2007 et 2010, puis son rôle de Gary Hennessey dans Puberty Blues jusqu'en 2014. 

## Carrière
En 2011, Sean Keenan est apparu dans plusieurs séries télévisées, dont Cloudstreet. 
Il a tenu un rôle dans le film de 2013 Drift. Il a une sœur jumelle, Lily. Il a grandi dans la ville de Busselton en Australie occidentale et a ensuite déménagé à Sydney.

## Filmographie

### Cinéma
- 2013 : Drift : Andy Kelly
- 2015 : Strangerland : Steve Robertson
- 2015 : Is This the Real World : Mark
- 2016 : Chasse à l'homme 2 : Tobias Zimling
- 2017 : Australia Day : Dean Patterson
- 2019 : Le Gang Kelly : Joe Byrne
- 2021 : Nitram : Jamie

### Télévision
- 2007–2010 : Lockie Leonard : Lachlan "Lockie" Leonard
- 2011 : Cloudstreet : Ted Pickles
- 2012–2014 : Puberty Blues : Gary Hennessey
- 2013 : Dance Academy : Jamie
- 2015–2019 : Glitch : Charlie Thompson
- 2015 : Shit Creek : Justin Morrison
- 2016 : Hunters : Pablo
- 2016 : Hoges : Paul Hogan
- 2017 : Newton's Law : Johnny Allbright
- 2017 : Wake in Fright : John Grant